# Microrregión de Telêmaco Borba
La microrregión de Telêmaco Borba es una de las microrregiones del estado brasileño del Paraná perteneciente a la mesorregión Centro Oriental Paranaense. Su población fue estimada en 2009 por el IBGE en 162.128 habitantes y está dividida en seis municipios. Posee un área total de 9.489,572 km².

## Municipios
- Imbaú
- Ortigueira
- Reserva
- Telêmaco Borba
- Tibagi
- Ventania

- Datos: Q1832695